# Stea variabilă Alpha2 Canum Venaticorum
În astronomie, o (stea) variabilă de tip Alpha2 Canum Venaticorum este o stea variabilă din secvența principală de tip spectral B8p până la A7p, care prezintă un puternic câmp magnetic și linii spectrale în siliciu, stronțiu și crom. Luminozitatea lor variază într-un mod tipic între 0,01 și 0,1 magnitudine pe o perioadă de la 0,5 la 160 de zile.
Prototipul și cea mai cunoscută din aceste variabile este Cor Caroli / Alpha2 Canum Venaticorum (α² CVn) care fluctuează cu 0,1 magnitudine pe o perioadă de 5,47 de zile.